# Schlosskapelle Heilig Kreuz (Dagstuhl)

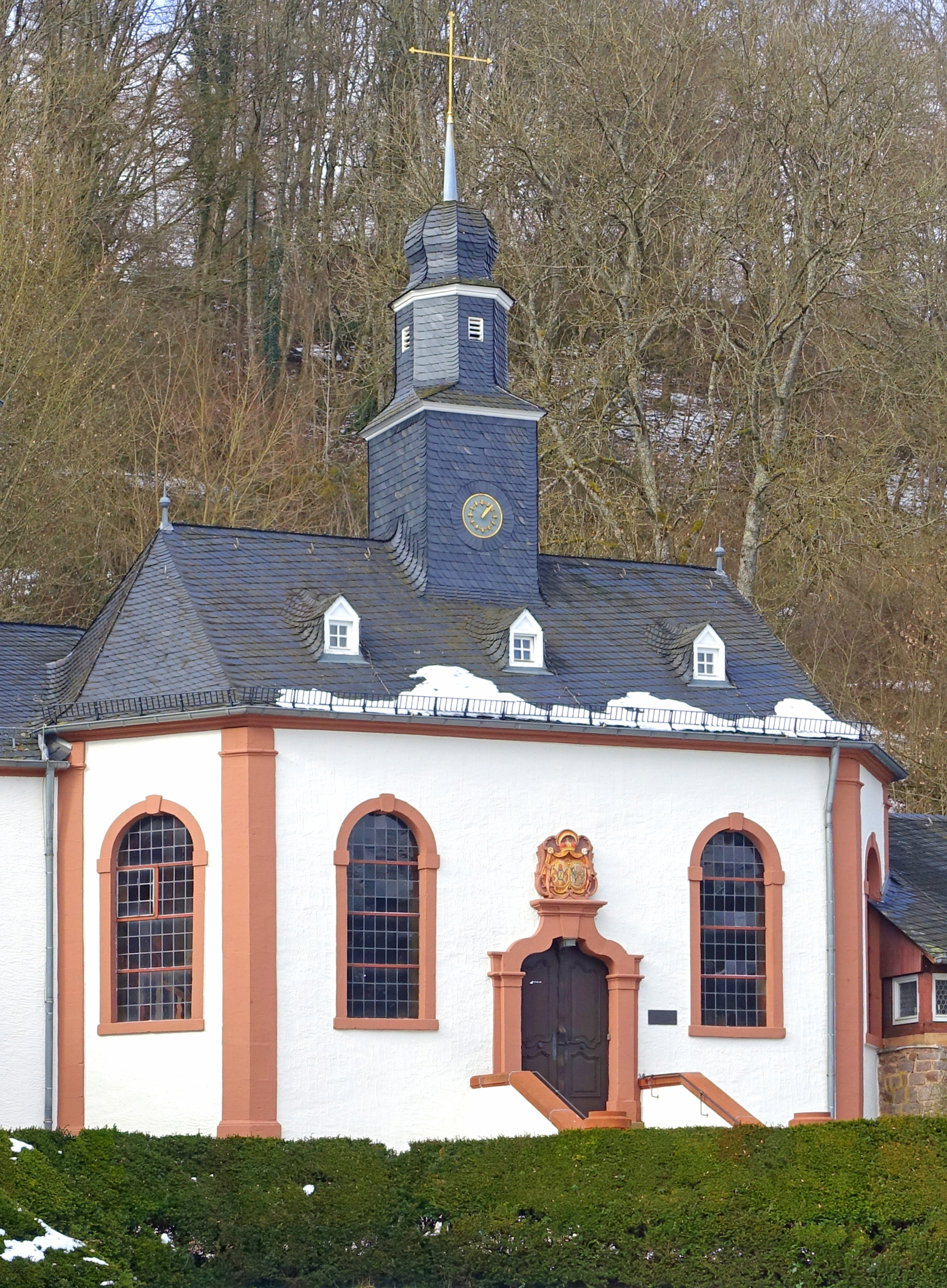
Die Schlosskapelle Heilig Kreuz in Dagstuhl

Die Schlosskapelle Heilig Kreuz ist eine römisch-katholische Schlosskapelle in Dagstuhl, einem Stadtteil von Wadern, Landkreis Merzig-Wadern, Saarland. Sie ist dem Heiligen Kreuz, an dem Jesus starb, geweiht. In der Denkmalliste des Saarlandes ist das Gebäude als Einzeldenkmal aufgeführt.

## Geschichte und Architektur
Die barocke Kapelle, bei der es sich um einen Saalbau mit Dachreiter handelt, wurde im Jahr 1763 im Auftrag von Graf Joseph Anton von Öttingen-Sötern, Oberhaupt der Herrschaft Dagstuhl, einem reichsunmittelbaren Territorium des Heiligen Römischen Reichs Deutscher Nation, erbaut. Sie gehört zur Gesamtanlage des Schlosses Dagstuhl.
Im Jahr 1964 wurde die Kapelle durch einen Anbau erweitert.
In den Jahren 1980 bis 1981 wurde die Kapelle einer Restaurierung unterzogen, bei der ein großes Wandgemälde entdeckt und freigelegt wurde.

## Ausstattung

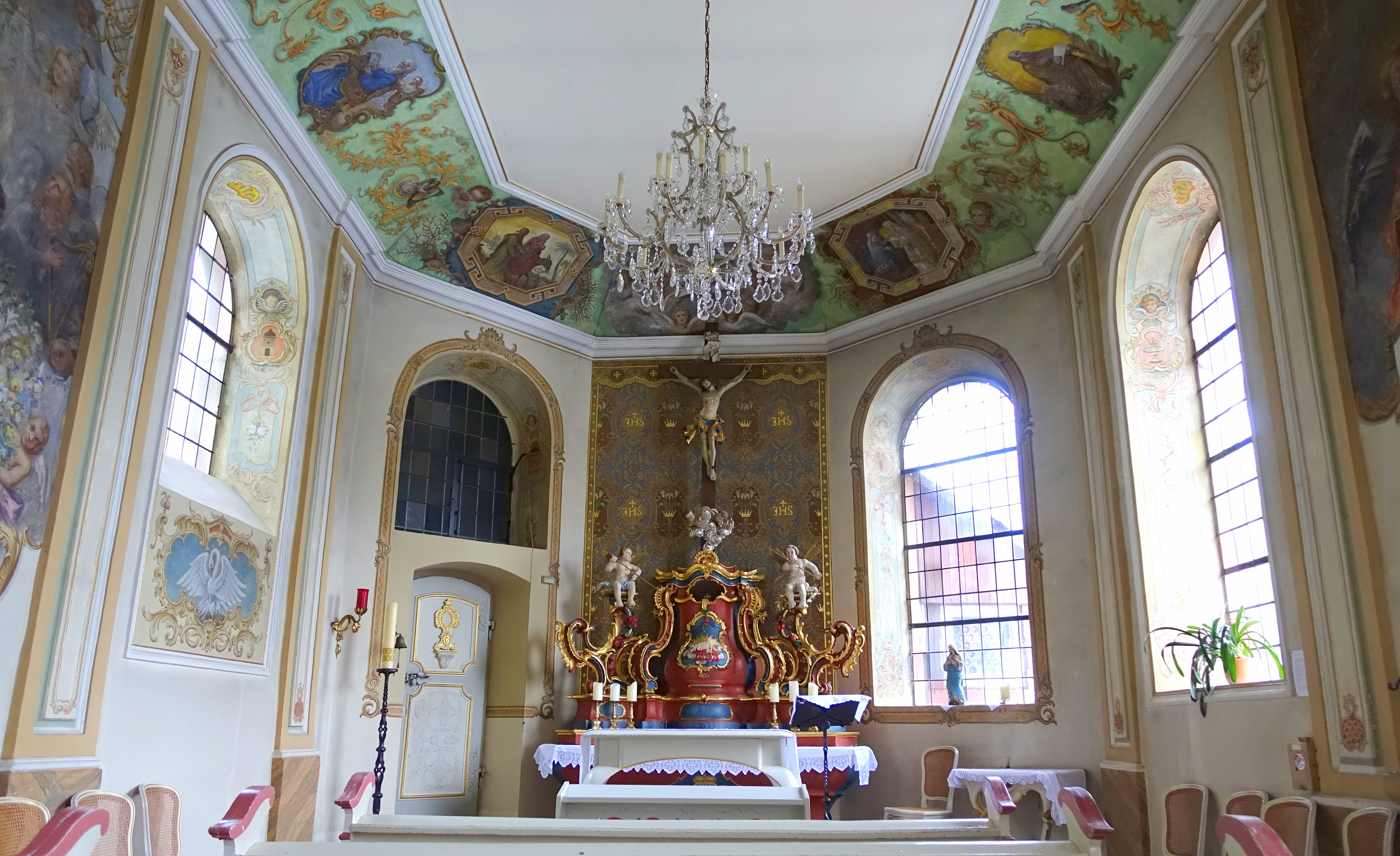
Innenraum

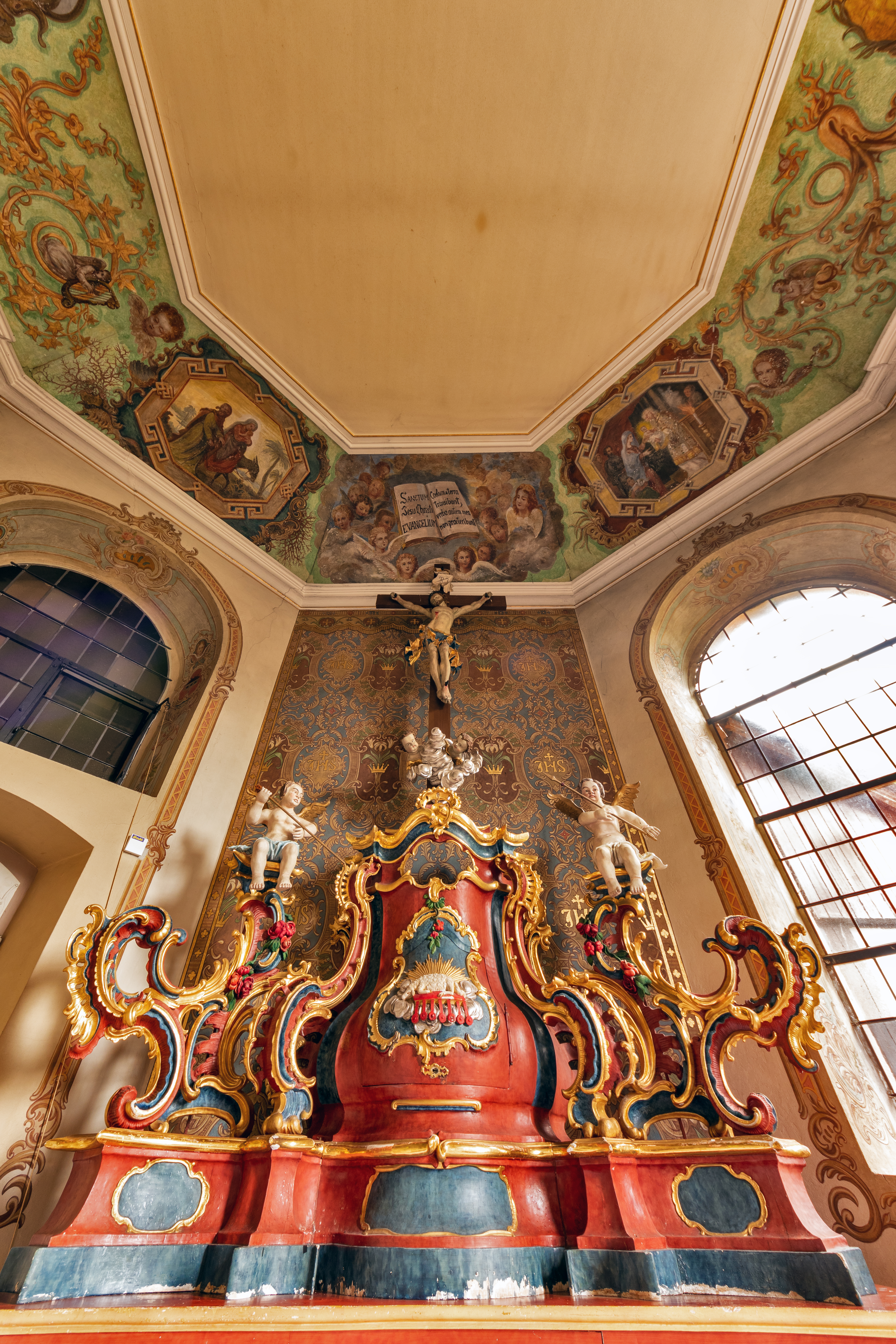
Spätbarocker Altar

Zur Ausstattung der Kapelle gehört ein Altar aus dem Jahr 1743. Es handelt sich um ein Werk des süddeutschen Spätbarocks aus der Schwäbischen Schule und wurde von Graf Joseph Anton aus seiner Heimat mitgebracht. Das Antependium des Altars zeigt das Allianzwappen von Graf Joseph Anton von Öttingen-Sötern und seiner Gemahlin. Auf der Vorderseite des geschwungenen Tabernakels befindet sich eine Darstellung des „Lamm Gottes“, das auf dem Buch der „Sieben Siegel“ liegt (Offb 5,1-6 ).
An den Wänden und an der Decke des Innenraums befinden sich Malereien von Gräfin Octavie de Lasalle von Louisenthal (* 1811; † 1890), die im Zeitraum zwischen 1839 und 1880 entstanden sind. Die volkstümlich auch als „Malergräfin“ bezeichnete Künstlerin, die im Schloss Dagstuhl lebte, malte Szenen aus der Bibel und dem Leben Mariens im Stil biblischer Historienmalerei, die der Schule der Nazarener zuzuordnen sind.
Zu den Werken gehört das Gemälde „Immaculata“ (Unbefleckte Empfängnis), flankiert von einer Darstellung von zwei Hirschen am silbernen Quell (Ps 42,2 ) und einer Darstellung eines Pelikans, der sich die Brust aufreißt, um mit seinem Fleisch den Nachwuchs zu retten, sowie eine große Weihnachts-Szene über dem Eingang.
Die Laibungen aller Fenster sind mit Blumen, Blumenranken, Schnörkel, Schnüren etc. ausgemalt, die später überstrichen, aber 1980/81 wieder freigelegt wurden. Außerdem ist in jeder Fensterlaibung eine bildliche Darstellung eines Teils der Lauretanischen Litanei zu sehen. Das Wandgemälde in Form eines Teppichs hinter dem Altar, das 230 cm breit und 360 cm hoch ist, war lange Zeit übertüncht, und wurde auch 1980/81 wieder freigelegt.
Zur Ausstattung gehören auch 14 Ölgemälde eines Kreuzweges von 1864/65, die ursprünglich für de Lasalles Taufkirche St. Michael in Lockweiler gemalt und gespendet wurden, sich aber seit 1964 im Anbau neben der Kapelle befinden.

## Orgel

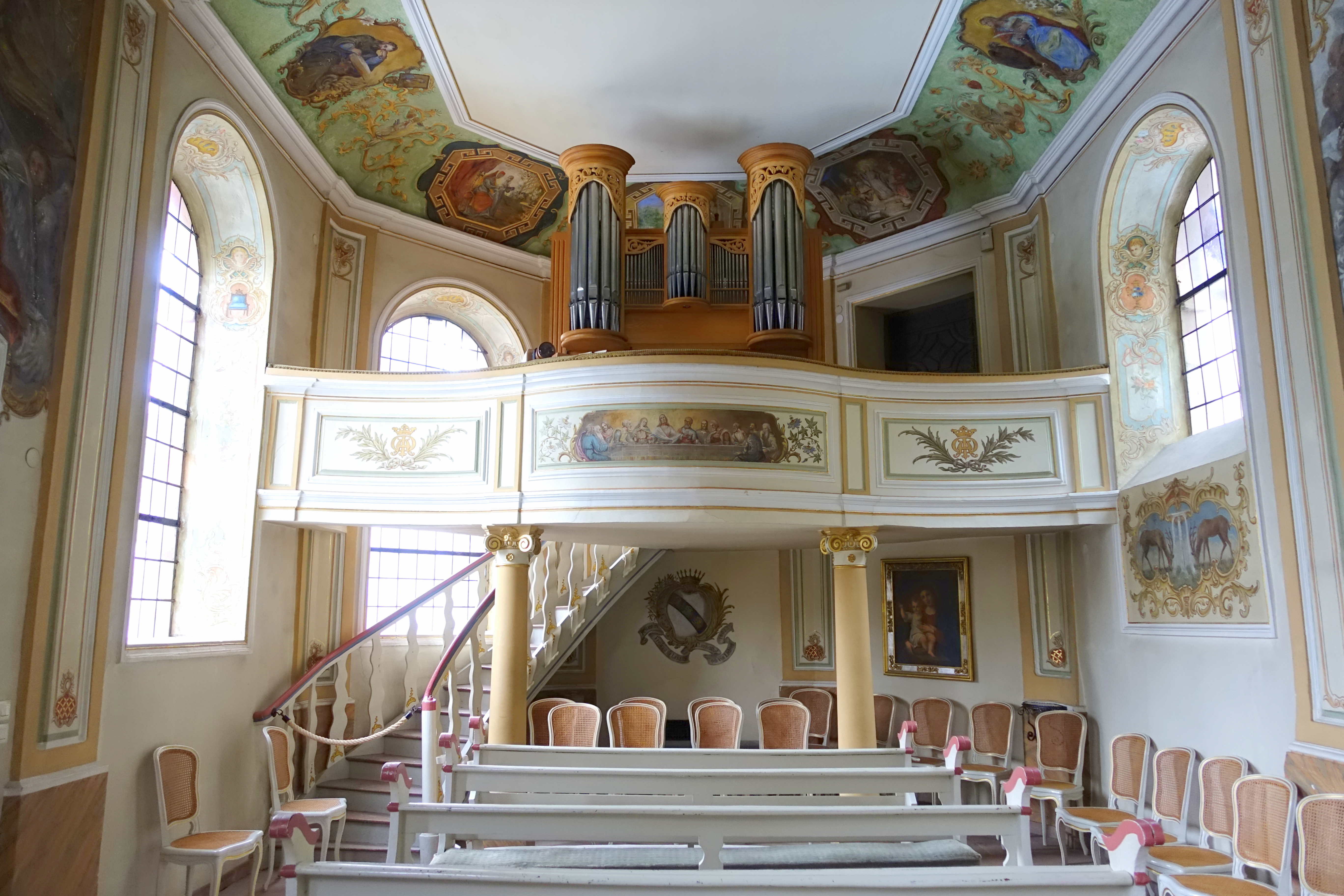
Orgelempore

Die Orgel der Kapelle wurde von der Orgelbaufirma Johannes Klais aus Bonn erbaut. Das Schleifladen-Instrument ist auf einer Empore aufgestellt und verfügt über 7 Register, verteilt auf ein Manual und ein Pedal. Die Spiel- und Registertraktur ist mechanisch. Die Disposition lautet wie folgt:
| I Hauptwerk |             |         |
| 1.          | Holzgedackt | 8′ B/D  |
| 2.          | Salicional  | 8′ D    |
| 3.          | Rohrflöte   | 4′ B/D  |
| 4.          | Principal   | 2′ B/D  |
| 5.          | Tertian II  | D       |
| 6.          | Quinte      | 1 ⁄3′ B |
| 7.          | Cymbel I    | B/D     |

| Pedal |          |     |
| 8.    | Sub Bass | 16′ |